# William FitzGerald-de Ros (22e baron de Ros)
William Lennox Lascelles FitzGerald-de Ros (1er septembre 1797 - 6 janvier 1874), est un militaire britannique et un homme politique conservateur. Général dans l'armée, il occupe également des fonctions politiques en tant que capitaine des Yeomen de la garde en 1852 et entre 1858 et 1859. Il est le 22e baron de Ros.

## Contexte
Fitzgerald-de Ros est né dans une famille aristocratique anglo-irlandaise à Thames Ditton dans le Surrey. Il est le troisième fils de Lord Henry FitzGerald, quatrième fils de James FitzGerald (1er duc de Leinster) et Emily Lennox. Son oncle paternel est Edward FitzGerald, le révolutionnaire irlandais. Sa mère est Charlotte FitzGerald-de Ros (20e baronne de Ros), tandis que Henry FitzGerald-de Ros (21e baron de Ros), est son frère aîné. Par sa grand-mère paternelle, il est un descendant du roi Charles II.

## Carrière militaire
En tant que fils cadet, il entreprend une carrière militaire, rejoignant les Life Guards en tant que cornet le 29 mars 1819. Il devient par la suite lieutenant le 24 août 1821, capitaine le 23 octobre 1824, major le 5 juin 1827 et lieutenant-colonel le 8 septembre 1831. En juillet 1835, de Ros et le comte de Durham se rendent en mer Noire pendant six mois pour enquêter sur les préparatifs militaires russes. Il est nommé Gentleman Usher auprès de la reine Victoria en 1836, mais quitte le poste en 1839, quand il hérite de la baronnie de de Ros à la mort de son frère aîné. Il devient colonel le 9 novembre 1846 et est nommé sous-lieutenant de la tour de Londres le 13 février 1852.
Lord de Ros est quartier-maître général de l'armée britannique en Turquie pendant la guerre de Crimée entre avril et juillet 1854, et promu Major général le 20 juin 1854. En raison d'une grave crise de fièvre en juillet, il est contraint de rentrer chez lui alors que l'armée s'embarque pour la Crimée. Il est promu Lieutenant général le 12 mars 1861, nommé colonel des 4th Queen's Own Hussars le 6 février 1865, et promu général le 10 novembre 1868.

## Carrière politique
En février 1852, Lord de Ros est nommé capitaine des Yeomen de la garde dans la première administration du comte de Derby et admis au Conseil privé. Le gouvernement tombe en décembre 1852 mais lorsque Derby reprend ses fonctions en février 1858, de Ros est de nouveau nommé capitaine des Yeomen de la garde. Il occupe ce poste jusqu'à ce que Derby démissionne en juin 1859.

## Famille
Lord de Ros épouse sa cousine Lady Georgiana Lennox (Molecombe, Sussex, 30 septembre 1795 - Londres, 15 décembre 1891), fille de Charles Lennox (4e duc de Richmond), cousin germain de son père, à Londres le 7 juin 1824. Ils ont trois enfants : 
- Frances Charlotte FitzGerald-de Ros (1825-21 février 1851), célibataire et sans descendance.
- Dudley FitzGerald-de Ros (23e baron de Ros) (1827–1907).
- Blanche Arthur Georgina FitzGerald-de Ros (1832 - 10 mars 1910), épouse le 11 juillet 1865 James Rannie Swinton (en) (du Clan Swinton) (décédé en décembre 1888, également sans descendance).

Lord de Ros est décédé à Old Court, Strangford, comté de Down, en janvier 1874, à l'âge de 76 ans, et son fils unique, Dudley lui succède. Lady de Ros est décédée à Londres en décembre 1891, à l'âge de 96 ans.